# OVW Southern Tag Team Championship
El Ohio Valley Wrestling (OVW) Southern Tag Team Championship o Campeonato Sureño en Parejas de la OVW es un campeonato de la promoción de lucha libre profesional Ohio Valley Wrestling (OVW). Fue creado en 1997, y sus primeros campeones fueron Nick Dinsmore y Flash Flanagan.

## Campeones actuales
Los campeones actuales son Darkkloudz (Deget Bundlez & Eric Darkstorm) ganaron los campeonatos tras derrotar a los excampeones The Tate Twins (Brandon Tate & Brent Tate), The Legacy Of Brutality (Big Zo & Steve Michaels), The Fanny Pack Party (Dustin Jackson & Kal Herro), The Box Office Blonds (Adam Swayze & Rex) y The Recusants (Brandon Espinosa & Tom Coffey), el 28 de agosto de 2021 en OVW Saturday Night Special - Reckoning 2021.

## Lista de campeones
| Luchadores:                                                                       | Reinados juntos: | Fecha:                      | Días de reinado:     | Lugar:                                      | Notas: | Ref: |  |
| --------------------------------------------------------------------------------- | ---------------- | --------------------------- | -------------------- | ------------------------------------------- | --- | ---- |  |
| Flash Flanagan (1) & Nick Dinsmore (1)                                            | 1                | 1 de agosto de 1997         | 31                   | OVW TV Tapings                              | |      |  |
| Jason Lee (1) & David C. (1)                                                      | 1                | 1 de septiembre de 1997     | 76                   | OVW TV Tapings                              | |      |  |
| Vacante                                                                           | N/A              | 16 de noviembre de 1997     | -                    | OVW TV Tapings                              | Después de un combate contra Cousin Otter & Jebediah Blackhawk |      |  |
| Jason Lee (2) & David C. (2)                                                      | 2                | 23 de noviembre de 1997     | 49                   | OVW TV Tapings                              | Derrotaron a Cousin Otter & Jebediah Blackhawk |      |  |
| Flash Flanagan (2) & Doug Basham (1)                                              | 1                | 11 de enero de 1998         | 15                   | OVW TV Tapings                              | Derrotaron a Lee & David C., Jebediah Blackhawk & Cousin Otter y The Lords of the Ring |      |  |
| Vacante                                                                           | N/A              | 25 de enero de 1998         | -                    | OVW TV Tapings                              | Después de un combate contra Rip Rogers & Trailer Park Trash |      |  |
| The Lords of the Ring (Rob Conway (1) & Nick Dinsmore (2))                        | 1                | 18 de marzo de 1998         | 46                   | OVW TV Tapings                              | Derrotaron a Rip Rogers & Trailer Park Trash en la final de un torneo |      |  |
| Rip Rogers (1) & Dave the Rave (1)                                                | 1                | 3 de mayo de 1998           | 10                   | OVW TV Tapings                              | |      |  |
| The Lords of the Ring (Rob Conway (2) & Nick Dinsmore (3))                        | 2                | 13 de mayo de 1998          | 4                    | OVW TV Tapings                              | |      |  |
| Rip Rogers (2) & Dave the Rave (2)                                                | 2                | 17 de mayo de 1998          | 7                    | OVW TV Tapings                              | El título les fue devuelto debido a que Dinsmore se apoyó en las cuerdas al venderles. |      |  |
| The Lords of the Ring (Rob Conway (3) & Nick Dinsmore (4))                        | 3                | 17 de mayo de 1998          | 3                    | OVW TV Tapings                              | |      |  |
| Vacante                                                                           | N/A              | 27 de mayo de 1998          | -                    | OVW TV Tapings                              | Debido a que una lucha contra Flanagan & Lee acabó sin resultado. |      |  |
| The Lords of the Ring (Rob Conway (4) & Nick Dinsmore (5))                        | 4                | 14 de junio de 1998         | 14                   | OVW TV Tapings                              | Derrotaron a Flash Flanagan & Jason Lee en la final de un torneo |      |  |
| Dave the Rave (3) & Juan Hurtado (1)                                              | 1                | 28 de junio de 1998         | 3                    | OVW TV Tapings                              | |      |  |
| J. Blackhawk (1) & Cousin Otter (1)                                               | 1                | 1 de julio de 1998          | 39                   | OVW TV Tapings                              | |      |  |
| Bryan Cash (1) & Juan Hurtado (2)                                                 | 1                | 9 de agosto de 1998         | 13                   | OVW TV Tapings                              | |      |  |
| Vacante                                                                           | N/A              | 22 de septiembre de 1998    | -                    | OVW TV Tapings                              | Debido a una lesión de Cash |      |  |
| The Lords of the Ring (Rob Conway (5) & Nick Dinsmore (6))                        | 5                | 27 de septiembre de 1998    | 28                   | OVW TV Tapings                              | |      |  |
| Andretti Express]br />(Guido (1) & Vito (1))                                      | 1                | 25 de octubre de 1998       | 30                   | OVW TV Tapings                              | |      |  |
| The Lords of the Ring (Rob Conway (6) & Nick Dinsmore (7))                        | 6                | 24 de noviembre de 1998     | 0                    | OVW TV Tapings                              | |      |  |
| Vacante                                                                           | N/A              | 24 de noviembre de 1998     | -                    | OVW TV Tapings                              | Después de una lucha ante Bull Pain & Matt Bloom |      |  |
| Damaja (1) & David C. (3)                                                         | 1                | 6 de enero de 1999          | 21                   | OVW TV Tapings                              | Entregado después de que Dinsmore no se presentara |      |  |
| The Lords of the Ring (Rob Conway (7) & Nick Dinsmore (8))                        | 7                | 27 de enero de 1999         | 6                    | OVW TV Tapings                              | |      |  |
| Damaja (2) & David C. (4)                                                         | 2                | 2 de febrero de 1999        | 5                    | OVW TV Tapings                              | |      |  |
| J. Blackhawk (2) & Cousin Otter (2)                                               | 2                | 7 de febrero de 1999        | 51                   | OVW TV Tapings                              | |      |  |
| Flash Flanagan (3) & Trailer Park Trash (1)                                       | 1                | 30 de marzo de 1999         | 112                  | OVW TV Tapings                              | |      |  |
| Suicide Blondes (Rip Rogers (3) & Jason Lee (3))                                  | 1                | 20 de julio de 1999         | 148                  | OVW TV Tapings                              | |      |  |
| J. Blackhawk (3) & Trailer Park Trash (2)                                         | 1                | 15 de diciembre de 1999     | 48                   | OVW TV Tapings                              | |      |  |
| Mr. Black (3) & Bull Buchanan (1) Black antes conocido como Cousin Otter.         | 1                | 1 de febrero de 2000        | 43                   | OVW TV Tapings                              | |      |  |
| The Paynethrillers (B.J. Payne (1) & Scotty Sabre (1))                            | 1                | 15 de marzo de 2000         | 14                   | OVW TV Tapings                              | |      |  |
| Suicide Blondes (Jason Lee (4) & Derrick King (1))                                | 1                | 29 de marzo de 2000         | 6                    | OVW TV Tapinngs                             | |      |  |
| The Paynethrillers (B.J. Payne (2) & Scotty Sabre (2))                            | 2                | 4 de abril de 2000          | 111                  | OVW TV Tapings                              | |      |  |
| The Dysciples of Synn (Slash (1) & Damian (1))                                    | 1                | 23 de junio de 2000         | 26                   | OVW TV Tapings                              | |      |  |
| The Paynethrillers (B.J. Payne (3) & Scotty Sabre (3))                            | 3                | 19 de julio de 2000         | 2                    | OVW TV Tapings                              | |      |  |
| Tracy Smothers (1) & Steve Armstrong (1)                                          | 1                | 21 de julio de 2000         | 14                   | OVW TV Tapings                              | |      |  |
| The Dysciples of Synn (Slash (2) & Damian (2))                                    | 2                | 4 de agosto de 2000         | 74                   | OVW TV Tapings                              | |      |  |
| B.J. Payne (4) & Flash Flanagan (4)                                               | 1                | 17 de octubre de 2000       | 78                   | OVW TV Tapings                              | |      |  |
| The Dysciples of Synn (Damian (3) & B.J. Payne (5))                               | 1                | 3 de enero de 2001          | 10                   | OVW TV Tapings                              | Después de que Payne ganara las finales de un torneo ante Flanagan |      |  |
| Minnesota Stretching Crew (Shelton Benjamin (1) & Brock Lesnar (1))               | 1                | 13 de febrero de 2001       | 37                   | OVW TV Tapings                              | |      |  |
| The Dysciples of Synn (Damian (4) & B.J. Payne (6))                               | 2                | 22 de abril de 2001         | 54                   | OVW TV Tapings                              | |      |  |
| Minnesota Stretching Crew (Shelton Benjamin (2) & Brock Lesnar (2))               | 2                | 15 de mayo de 2001          | 60                   | WWF Sunday Night Heat Dark Match            | |      |  |
| Vacante                                                                           | N/A              | 14 de julio de 2001         | -                    | OVW TV Tapings                              | Debido a una lesión de Benjamin |      |  |
| Rico (1) & The Prototype (1)                                                      | 1                | 15 de agosto de 2001        | 75                   | OVW TV Tapings                              | |      |  |
| Minnesota Stretching Crew (Shelton Benjamin (3) & Brock Lesnar (3))               | 3                | 29 de octubre de 2001       | 9                    | WWF Jakked Dark Match                       | |      |  |
| Suicide Blondes (Jason Lee (5) & Derrick King (2))                                | 2                | 7 de noviembre de 2001      | 35                   | OVW TV Tapings                              | |      |  |
| The Lords of the Ring (Rob Conway (8) & Nick Dinsmore (9))                        | 8                | 12 de diciembre de 2001     | 56                   | OVW TV Tapings                              | |      |  |
| Doug Basham (2) & Damaja (3)                                                      | 1                | 6 de febrero de 2002        | 100                  | OVW TV Tapings                              | |      |  |
| The Lords of the Ring (Rob Conway (9) & Nick Dinsmore (10))                       | 9                | 17 de mayo de 2002          | 14                   | WWE RAW House Show                          | |      |  |
| Flash Flanagan (5) & Trailer Park Trash (3)                                       | 2                | 31 de mayo de 2002          | 14                   | OVW TV Tapings                              | |      |  |
| The Lords of the Ring (Rob Conway (10) & Nick Dinsmore (11))                      | 10               | 14 de junio de 2002         | 14                   | OVW TV Tapings                              | |      |  |
| Flash Flanagan (6) & Trailer Park Trash (4)                                       | 3                | 28 de junio de 2002         | 50                   | OVW TV Tapings                              | |      |  |
| The Dogg Pound (Shelton Benjamin (4) & Redd Dogg (1))                             | 1                | 17 de agosto de 2002        | 0                    | OVW TV Tapings                              | |      |  |
| Vacante                                                                           | N/A              | -                           | -                    | OVW TV Tapings                              | Debido a que Benjamin y Dogg fueron llamados para luchar en la WWE |      |  |
| The Dysciples of Synn (Travis Bane (1) & Seven (1))                               | 1                | 5 de marzo de 2003          | 5                    | OVW TV Tapings                              | Derrotaron a Lance Cade & Rene Duprée por el vacante. |      |  |
| The A.P.A (Ron Simmons (1) & Bradshaw (1))                                        | 1                | 10 de abril de 2003         | 20                   | Evento en vivo                              | |      |  |
| Vacante                                                                           | N/A              | 30 de mayo de 2003          | -                    | OVW TV Tapings                              | Debido a una lesión de Bradshaw |      |  |
| Adrenaline (Chris Cage (1) & Tank Toland (1))                                     | 1                | 27 de junio de 2003         | 105                  | OVW TV Tapings                              | Derrotaron a Lance Cade & Mark Jindrak |      |  |
| Jersey Shore Crew Nova (1) & Aaron Stevens (1)                                    | 1                | 10 de octubre de 2003       | 146                  | WWE RAW House Show                          | |      |  |
| Adrenaline (Chris Cage (2) & Tank Toland (2))                                     | 2                | 4 de marzo de 2004          | 27                   | OVW TV Tapings                              | |      |  |
| The Troubleshooters Brent Albright (1) & Chris Masters (1)                        | 1                | 31 de marzo de 2004         | 91                   | OVW TV Tapings                              | |      |  |
| Mac Johnson (1) & Seth Skyfire (1)                                                | 1                | 30 de junio de 2004         | 39                   | OVW TV Tapings                              | |      |  |
| Adrenaline (Chris Cage (3) & Tank Toland (3))                                     | 3                | 8 de agosto de 2004         | 31                   | OVW TV Tapings                              | |      |  |
| Vacante                                                                           | N/A              | 8 de septiembre de 2004     | -                    | OVW TV Tapings                              | Después de ser ordenado un reencuentro frente Adrenaline |      |  |
| Mac Johnson (2) & Seth Skyfire (2)                                                | 2                | 29 de septiembre de 2004    | 46                   | OVW TV Tapings                              | Tras un reencuentro frente Adrenaline |      |  |
| MNM (Joey Matthews (1) & Johnny Nitro (1))                                        | 1                | 14 de noviembre de 2004     | 66                   | OVW TV Tapings                              | |      |  |
| The Thrillseekers (Johnny Jeter (1) & Matt Cappoteli (1))                         | 1                | 19 de enero de 2005         | 77                   | OVW TV Tapings                              | |      |  |
| The Blonde Bombers (Tank Toland (4) & Chad Toland (1))                            | 1                | 6 de abril de 2005          | 189                  | OVW TV Tapings                              | |      |  |
| Chet the Jet (1) & Seth Skyfire (3)                                               | 1                | 12 de octubre de 2005       | 119                  | OVW TV Tapings                              | |      |  |
| Mike Mizanin (1) & Chris Cage (4)                                                 | 1                | Chet the Jet & Seth Skyfire | 8 de febrero de 2006 | 39                                          | OVW TV Tapings |      |  |
| The Untouchables (Deuce (1) & Domino (1))                                         | 1                | 19 de marzo de 2006         | 47                   | OVW TV Tapings                              | |      |  |
| K.C. James (1) & Roadkill (1)                                                     | 1                | 5 de mayo de 2006           | 19                   | OVW TV Tapings                              | Derrotaron a Untouchables y Spirit Squad (Kenny & Mickey) |      |  |
| The Gang Stars (Shad (1) & JTG (1))                                               | 1                | 24 de mayo de 2006          | 65                   | OVW TV Tapings                              | |      |  |
| CM Punk (1) & Seth Skyfire (4)                                                    | 1                | 28 de julio de 2006         | 5                    | OVW TV Tapings                              | |      |  |
| The Untouchables (Deuce (2) & Domino (2))                                         | 2                | 2 de agosto de 2006         | 77                   | OVW TV Tapings                              | |      |  |
| Cody Runnels (1) & Shawn Spears (1)                                               | 1                | 18 de octubre de 2006       | 42                   | OVW TV Tapings                              | |      |  |
| Vacante                                                                           | N/A              | 29 de noviembre de 2006     | -                    | OVW TV Tapings                              | Después de ser ordenado un reencuentro frente Untouchables |      |  |
| The Untouchables (Deuce (3) & Domino (3))                                         | 3                | 6 de diciembre de 2006      | 7                    | OVW TV Tapings                              | Derrotaron a Cody Runnels & Shawn Spears |      |  |
| Cody Runnels (2) & Shawn Spears (2)                                               | 2                | 13 de diciembre de 2006     | 119                  | OVW TV Tapings                              | |      |  |
| Justin LaRouche (1) & Charles Evans (1)                                           | 1                | 11 de abril de 2007         | 65                   | OVW TV Tapings                              | |      |  |
| The Major Brothers (Bret (1) & Brian (1))                                         | 1                | 15 de junio de 2007         | 14                   | OVW TV Tapings                              | Derrotaron a LaRouche, Evans & Dr. Tomas |      |  |
| The James Boys (K.C. James (2) & Kassidy James (1))                               | 1                | 29 de junio de 2007         | 22                   | OVW TV Tapings                              | |      |  |
| Cryme Tyme (Shad (2) & JTG (2))                                                   | 2                | 21 de julio de 2007         | 1                    | Evento en vivo                              | |      |  |
| The James Boys (K.C. James (3) & Kassidy James (2))                               | 2                | 22 de julio de 2007         | 10                   | Evento en vivo                              | |      |  |
| T.J. Dalton (1) & Jamin Olivencia (1)                                             | 1                | 1 de agosto de 2007         | 23                   | OVW TV Tapings                              | |      |  |
| The James Boys (K.C. James (4) & Kassidy James (3))                               | 3                | 24 de agosto de 2007        | 12                   | OVW TV Tapings                              | |      |  |
| Terminal Velocity (Chet the Jet (2) & Steve Lewington (1))                        | 1                | 5 de septiembre de 2007     | 21                   | OVW TV Tapings                              | |      |  |
| The James Boys (K.C. James (5) & Kassidy James (4))                               | 4                | 26 de septiembre de 2007    | 10                   | OVW TV Tapings                              | |      |  |
| Vacante                                                                           | N/A              | 6 de octubre de 2007        | -                    | OVW TV Tapings                              | Después de las malas acciones de The James Boys |      |  |
| Colt Cabana (1) & Shawn Spears (3)                                                | 1                | 7 de noviembre de 2007      | 42                   | OVW TV Tapings                              | Derrotaron a Paul Burchill & Stu Sanders por el vacante |      |  |
| Colt Cabana (2) & Charles Evans (2)                                               | 1                | 19 de diciembre de 2007     | 14                   | OVW TV Tapings                              | Shawn Spears |      |  |
| Paul Burchill (1) & Stu Sanders (1)                                               | 1                | 2 de enero de 2008          | 56                   | OVW TV Tapings                              | |      |  |
| Los Locos (Raúl (1) & Ramón (1))                                                  | 1                | 27 de febrero de 2008       | 77                   | OVW TV Tapings                              | |      |  |
| The Insurgency (Ali Akbar (1) & Omar Akbar (1))                                   | 1                | 14 de mayo de 2008          | 14                   | OVW TV Tapings                              | |      |  |
| Rob Conway (11) & Pat Buck (1)                                                    | 1                | 28 de mayo de 2008          | 70                   | OVW TV Tapings                              | |      |  |
| Darriel Kelly (1) & Josh Lowry (1)                                                | 1                | 6 de agosto de 2008         | 43                   | OVW TV Tapings                              | Derrotaron a Conway & Buck, Scott Cardinal & Dirty Money y The Insurgency |      |  |
| APOC (1) & Vaughn Lilas (1)                                                       | 1                | 10 de septiembre de 2008    | 49                   | OVW TV Tapings                              | |      |  |
| Scott Cardinal (1) & Dirty Money (1)                                              | 1                | 29 de octubre de 2008       | 42                   | OVW TV Tapings                              | |      |  |
| Totally Awesome (Sucio (1) & Kamikaze Kid (1))                                    | 1                | 10 de diciembre de 2008     | 49                   | OVW TV Tapings                              | |      |  |
| Scott Cardinal (2) & Dirty Money (2)                                              | 2                | 28 de enero de 2009         | 401                  | OVW TV Tapings                              | |      |  |
| Totally Awesome (Sucio (2) & Kamikaze Kid (2))                                    | 2                | 4 de marzo de 2009          | 28                   | OVW TV Tapings                              | |      |  |
| Igotta Brewski (1) & Fang (1)                                                     | 1                | 1 de abril de 2009          | 21                   | OVW TV Tapings                              | |      |  |
| Top Shelf Talent (JD Maverick(1) & Pat Buck(2))                                   | 1                | 22 de abril de 2009         | 49                   | OVW TV Tapings                              | |      |  |
| Totally Awesome (Sucio (3) & Kamikaze Kid (3))                                    | 3                | 10 de junio de 2009         | 7                    | OVW TV Tapings                              | |      |  |
| The Network (Benny the Producer(1) & Andrew the Director(1))                      | 1                | 17 de junio de 2009         | 102                  | OVW TV Tapings                              | |      |  |
| Big Men on Campus (Moose & Tilo Samoa)                                            | 1                | 27 de septiembre de 2017    | 45                   | OVW Fall Brawl                              | Derrotaron a The Network, Kamikaze Kid & DC y Hog Wild & Kevin Hundley |      |  |
| Mike Mondo (1) & Turcan Celik(1)                                                  | 1                | 11 de noviembre de 2009     | 7                    | OVW TV Tapings                              | |      |  |
| The Network (Benny the Producer (2) & Andrew the Director(2))                     | 2                | 18 de noviembre de 2009     | 60                   | OVW TV Tapings                              | Mondo & Celik, Big Men on Campus y the Mobile Homers |      |  |
| Benjamin Bray(3) & Andrew LaCroix(3)                                              | 3                | 17 de febrero de 2010       | 66                   | OVW TV Tapings                              | Bray eligió a LaCroix como compañero |      |  |
| The Elite (Ted McNailer (1) & Adam Revolver (1))                                  | 1                | 24 de marzo de 2010         | 157                  | OVW Riot Act                                | |      |  |
| The Invincibles (Sucio (4) & Fang (2))                                            | 1                | 28 de agosto de 2010        | 103                  | OVW Summer Scorcher                         | Durante su reinado, cambiaron sus nombres a Fighting Spirit (Christopher Silvio & Raphael Constantine). |      |  |
| The Elite (Ted McNailer (2) & Adam Revolver (2))                                  | 2                | 9 de diciembre de 2010      | 30                   | OVW Ring of Honor TV Tapings                | |      |  |
| Ryan Nemeth (1) & Christopher Silvio (5)                                          | 1                | 8 de enero de 2011          | 25                   | OVW TV Tapings                              | |      |  |
| Vacante                                                                           | N/A              | 2 de febrero de 2011        | -                    | OVW TV Tapings                              | Debido a un ataque de The Fighting Spirit a Ryan Nemeth |      |  |
| Ryan Nemeth (2) & Paradyse (Antes "Kamikaze Kid") (4)                             | 1                | 5 de febrero de 2011        | 28                   | OVW Saturday Night Special                  | Derrotaron a The Fighting Spirit |      |  |
| The Fighting Spirit (Christopher Silvio(6) & Raphael Constantine (3))             | 2                | 5 de marzo de 2011          | 28                   | OVW Saturday Night Special                  | |      |  |
| The Elite (Adam Revolver (3) & Ted McNaler (3))                                   | 3                | 2 de abril de 2011          | 74                   | OVW Saturday Night Special                  | |      |  |
| The Fat and The Furious (Trailer Park Trash(5) & Mr. Black(4))                    | 1                | 15 de junio de 2011         | 52                   | OVW TV Tapings                              | |      |  |
| Bolin Services 2.0 (James Thomas(2) & Rocco Bellagio(1))                          | 1                | 6 de agosto de 2011         | 18                   | OVW Saturday Night Special                  | Thomas antes conocido como Moose |      |  |
| The Fat and The Furious (Trailer Park Trash(6) & Mr. Black(5))                    | 2                | 24 de agosto de 2011        | 10                   | OVW TV Tapings                              | Derrotaron a James Thomas & Raúl LaMotta, quien sustituía a Bellagio. |      |  |
| The Elite (Adam Revolver (4) & Ted McNaler (4))                                   | 4                | 3 de septiembre de 2011     | 91                   | OVW Saturday Night Special                  | Derrotaron a The Fat and The Furious y Bolin Services 2.0 ( James Thomas & Rocco Bellagio ) |      |  |
| OMG! (Shiloh Jonze(1) & Johnny Spade(1))                                          | 1                | 3 de diciembre de 2011      | 39                   | OVW Saturday Night Special                  | Derrotaron a The Elite y James Onno & Tony Gunn |      |  |
| The Mascagni Family (Jessie Godderz (1) & Marcus Anthony (1))                     | 1                | 11 de enero de 2012         | 7                    | OVW TV Tapings                              | |      |  |
| OMG! (Shiloh Jonze(2) & Johnny Spade(2))                                          | 2                | 18 de enero de 2012         | 35                   | OVW TV Tapings                              | |      |  |
| The Family (Jessie Godderz (2), Rudy Switchblade(1) & Rob Terry (1))              | 1                | 22 de febrero de 2012       | 45                   | OVW TV Tapings                              | En un principio, Terry & Godderz ganaron el campeonato, pero el 14 de marzo de 2012 añadieron a Switchblade invocando la Family Rule. |      |  |
| Los Locos (Anarquía(2) & Raul LaMotta(2))                                         | 2                | 7 de abril de 2012          | 4                    | OVW Saturday Night Special                  | Derrotaron a Godderz & Switchblade. Anarquía antes conocido como Raul LaMotta |      |  |
| The Family (Jessie Godderz (3) & Rudy Switchblade(2))                             | 2                | 11 de abril de 2012         | 52                   | OVW TV Tapings                              | Derrotron a Raul LaMotta en un Handicap match. |      |  |
| Loco-MG (Siloh Jonze (3) & Raul LaMotta (3))                                      | 1                | 2 de junio de 2012          | 4                    | OVW Saturday Night Special                  | |      |  |
| The Family (Jessie Godderz (4) & Rudy Switchblade(3))                             | 3                | 6 de junio de 2012          | 14                   | OVW TV Tapings                              | |      |  |
| Vacantes                                                                          | N/A              | 20 de junio de 2012         | -                    | OVW TV Tapings                              | Por decisión de la Junta Directiva debido a que el árbitro Chris Sharpe permitió a Godderz & Switchblade hacer trampas. |      |  |
| The Best Team Ever (Jessie Godderz (5) & Rudy Switchblade(4))                     | 4                | 7 de julio de 2012          | 147                  | OVW Saturday Night Special                  | Derrotaron a Paredyse & Brandon Espinosa en un Ladder match. Antes The Family |      |  |
| The Gutcheckers (Alex Silva(1) & Sam Shaw(1))                                     | 1                | 1 de diciembre de 2012      | 46                   | OVW Saturday Night Special                  | |      |  |
| The Coalition Forces (Crismon (1) & Jason Wayne (1))                              | 1                | 16 de enero de 2013         | 42                   | OVW TV Tapings                              | |      |  |
| The Gutcheckers (Alex Silva(2) & Sam Shaw(2))                                     | 2                | 27 de febrero de 2013       | 35                   | OVW TV Tapings                              | |      |  |
| The Coalition Forces (Crismon (2) & Jason Wayne (2))                              | 2                | 3 de abril de 2013          | 84                   | OVW TV Tapings                              | |      |  |
| Michael Hayes (1) & Mohamed Ali Vaez (2)                                          | 1                | 26 de junio de 2013         | 164                  | OVW TV Tapings                              | Ali, antes conocido como Ali Akbar |      |  |
| The Mobile Homers (Adam Revolver (5) & Ted McNaler (5))                           | 5                | 7 de diciembre de 2013      | 21                   | OVW Saturday Night Special                  | Anteriormente conocidos como The Elite. |      |  |
| Michael Hayes (2) & Mohamed Ali Vaez (3)                                          | 2                | 28 de diciembre de 2013     | 63                   | OVW Saturday Night Special                  | |      |  |
| Dylan Bostic (1) & Robo De Luna (1)                                               | 1                | 1 de marzo de 2014          | 70                   | OVW Saturday Night Special                  | Esta fue una 2-on-1 Handicap Tag Team Match. Michael Hayes no participó en la lucha. |      |  |
| The Skywalkers (Aaron Sky (1) & Robbie Walker (1))                                | 1                | 10 de mayo de 2014          | 56                   | OVW Saturday Night Special                  | |      |  |
| The Body Brigade (Bodyguy (1) & Big Jon (1))                                      | 1                | 5 de julio de 2014          | 28                   | OVW Saturday Night Special                  | |      |  |
| Silvi-O-livencia (Chris Silvio (7) & Jamin Olivencia (2))                         | 1                | 2 de agosto de 2014         | 35                   | OVW Saturday Night Special                  | |      |  |
| The War Machine (Eric Locker (1) & Shiloh Jonze (4))                              | 1                | 6 de septiembre de 2014     | 56                   | OVW Saturday Night Special                  | |      |  |
| TerreMex (Randy Terrez (1) & The Mexicutioner (2))                                | 1                | 1 de noviembre de 2014      | 42                   | OVW Saturday Night Special                  | |      |  |
| The Fabulous Free Bodies (Big Jon (2) & Bodyguy (2))                              | 2                | 13 de diciembre de 2014     | 32                   | OVW 800th TV Episode                        | Antes The Body Brigade. |      |  |
| TerreMex (Randy Terrez (2) & The Mexicutioner (3))                                | 2                | 14 de enero de 2015         | 52                   | OVW TV Tapings                              | |      |  |
| Walk on the Wylde Side (Robbie Walker (2) & Adam Wylde (1))                       | 1                | 7 de marzo de 2015          | 18                   | OVW Saturday Night Special                  | |      |  |
| War Machine (Big Jon (3) & Erick Locker (2))                                      | 1                | 25 de marzo de 2015         | 105                  | OVW TV Tapings                              | |      |  |
| Wylde and Reckless (Robbie Walker (3) and Adam Wylde (2))                         | 2                | 8 de julio de 2015          | 87                   | OVW TV Tapings                              | Antes Walk on the Wylde Side. |      |  |
| The Van Zandt Family Circus (Dapper Dan Van Zandt (1) & The Ringmaster (1))       | 1                | 3 de octubre de 2015        | 63                   | OVW Saturday Night Special                  | |      |  |
| Band of Brothaz (General Pope (1) & Private Anthony (2))                          | 1                | 5 de diciembre de 2015      | 67                   | OVW Saturday Night Special                  | |      |  |
| The Tag Buddies (Adam Revolver (6) and Reverend Stuart Miles (1))                 | 1                | 10 de febrero de 2016       | 94                   | OVW TV Tapings                              | |      |  |
| The Bad Boys Club (Randy Royal (1) & Shane Andrews (1))                           | 1                | 14 de mayo de 2016          | 39                   | OVW Saturday Night Special                  | |      |  |
| The Tag Buddies (Adam Revolver (7) & Reverend Stuart Miles (2))                   | 2                | 22 de junio de 2016         | 35                   | OVW TV Tapings                              | |      |  |
| The Van Zandt Family Circus (Dapper Dan Van Zandt (2) & Mad Man Pondo (1))        | 1                | 27 de julio de 2016         | 38                   | OVW TV Tapings                              | |      |  |
| Adam Revolver (8) & The Mexicutioner (4)                                          | 1                | 3 de septiembre de 2016     | 4                    | OVW Saturday Night Special                  | |      |  |
| The Legacy of Brutality (Big Zo & Hy-Zaya)                                        | 1                | 7 de septiembre de 2016     | 70                   | OVW TV Tapings                              | |      |  |
| Big Jon (4) & Elijah Burke (2) Burke antes conocido como General Pope.            | 1                | 16 de noviembre de 2016     | 17                   | OVW TV Tapings                              | |      |  |
| Big Smooth (Big Jon (5) & Justin Smooth (1))                                      | 1                | 3 de diciembre de 2016      | 53                   | OVW Saturday Night Special                  | |      |  |
| Team Next Level (Devin Driscoll (1) & Tony Gunn (1))                              | 1                | 25 de enero de 2017         | 42                   | OVW TV Tapings                              | |      |  |
| Billy O (1) & Kevin Giza (1)                                                      | 1                | 8 de marzo de 2017          | 38                   | OVW TV Tapings                              | |      |  |
| The Bad Boys Club (Randy Royal (2) & Shane Andrews (2))                           | 2                | 15 de abril de 2017         | 88                   | Evento en vivo                              | |      |  |
| The Legacy of Brutality (Ca$h Flo (1) & Dapper Dan (3))                           | 1                | 12 de julio de 2017         | 52                   | OVW TV Tapings                              | |      |  |
| The Top Guyz (Adam Slade (1) & Kevin Giza (2))                                    | 1                | 2 de septiembre de 2017     | 81                   | OVW Saturday Night Special                  | |      |  |
| The Bad Boys Club (Randy Royal (3) & Shane Andrews (3))                           | 3                | 22 de noviembre de 2017     | 73                   | OVW TV Tapings                              | |      |  |
| The Bro Godz (Colton Cage (1) & Dustin Jackson (1))                               | 1                | 3 de febrero de 2018        | 28                   | OVW Saturday Night Special                  | |      |  |
| The Top Guyz (Adam Slade (2) & Kevin Giza (3))                                    | 2                | 3 de marzo de 2018          | 18                   | OVW Saturday Night Special                  | |      |  |
| David Lee Lorenze III (2) & Scott Cardinal (3)                                    | 1                | 21 de marzo de 2018         | 42                   | OVW TV Tapings                              | Derrotaron a The Top Guyz y The Bro Godz (Colton Cage & Dustin Jackson) |      |  |
| The Bro Godz (Colton Cage (2) & Dustin Jackson (2))                               | 2                | 2 de mayo de 2018           | 66                   | OVW TV Tapings                              | |      |  |
| David Lee Lorenze III (3) & Shiloh Jonze (5)                                      | 1                | 7 de julio de 2018          | 4                    | OVW Saturday Night Special                  | Fue un Bronado" tag team match |      |  |
| The Bro Godz (Colton Cage (3) & Dustin Jackson (3))                               | 3                | 11 de julio de 2018         | 24                   | OVW TV Tapings                              | |      |  |
| War Kings (Crimson (3) & Jax Dane (1))                                            | 1                | 4 de agosto de 2018         | 42                   | OVW Saturday Night Special                  | |      |  |
| The Bro Godz (Colton Cage (4) & Dustin Jackson (4))                               | 4                | 15 de septiembre de 2018    | 49                   | Evento en vivo                              | |      |  |
| War Kings (Crimson (4) & Jax Dane (2))                                            | 2                | 3 de noviembre de 2018      | 154                  | OVW Saturday Night Special                  | |      |  |
| Kings Ransom (Leonis Khan (1) & Maximus Khan (1))                                 | 1                | 6 de abril de 2019          | 119                  | OVW Saturday Night Special                  | |      |  |
| The Legacy of Brutality (Big Zo (2), Ca$h Flo (2), Hy-Zaya (2) & Jay Bradley (1)) | 1                | 3 de agosto de 2019         | 101                  | OVW Saturday Night Special                  | Hy-Zaya era reconocido como campeón el Freebird Rule |      |  |
| Corey Storm (1) & Dimes (1)                                                       | 1                | 12 de noviembre de 2019     | 81                   | OVW TV Tapings                              | |      |  |
| The Legacy of Brutality (Big Zo (3) & Hy-Zaya (3))                                | 3                | 1 de febrero de 2020        | 280                  | OVW Saturday Night Special                  | |      |  |
| The Tate Twins (Brandon Tate (1) & Brent Tate (1))                                | 1                | 7 de noviembre de 2020      | 150                  | OVW Saturday Night Special                  | |      |  |
| Jessie Godderz (6) & Tony Gunn (2)                                                | 1                | 6 de abril de 2021          | 46                   | OVW TV Tapings                              | |      |  |
| The Tate Twins (Brandon Tate (2) & Brent Tate (2))                                | 2                | 22 de mayo de 2021          | 98                   | OVW TV Tapings                              | |      |  |
| Darkkloudz (Deget Bundlez (1) & Eric Darkstorm (1))                               | 1                | 28 de agosto de 2021        | 1299+                | OVW Saturday Night Special - Reckoning 2021 | Derrotaron a The Tate Twins (Brandon Tate & Brent Tate), The Legacy Of Brutality (Big Zo & Steve Michaels), The Fanny Pack Party (Dustin Jackson & Kal Herro), The Box Office Blonds (Adam Swayze & Rex) y The Recusants (Brandon Espinosa & Tom Coffey). |      |  |

1. ↑  Cabana derrotó a Spears en un Ladder match, ganando el control sobre los títulos. Tras esto, eligió como compañero a Charles Evans.
2. ↑  Anteriormente The Network.
3. ↑  Benjamin derrotó a LaCroix el 10 de febrero de 2010, obteniendo el control sobre los títulos y pudiendo elegir un nuevo compañero. Sin embargo, Bray eligió de nuevo a LaCroix.

champion.

## Reinados más largos
| Luchador                         | Días | Fecha en que ganó   | Fecha en que perdió     | Notas                      |
| -------------------------------- | ---- | ------------------- | ----------------------- | -------------------------- |
| Chad & Tank Toland               | 183  | 12 de abril de 2005 | 12 de octubre de 2005   | Primer reinado en conjunto |
| Shelton Benjamin & Redd Dogg     | 175  | 17 de julio de 2002 | 5 de marzo de 2003      | Primer reinado en conjunto |
| Michael Hayes & Mohamed Ali Vaez | 164  | 26 de junio de 2013 | 7 de diciembre de 2013  | Primer reinado en conjunto |
| Ted McNailer & Adam Revolver     | 157  | 24 de marzo de 2010 | 28 de agosto de 2010    | Primer reinado en conjunto |
| Jason Lee & Rip Rogers           | 148  | 20 de julio de 1999 | 15 de diciembre de 1999 | Primer reinado en conjunto |

## Mayor cantidad de reinados

### En parejas
- 10 veces: The Lords of the Ring
- 5 veces:The Elite/The Mobile Homers
- 4 veces: The James Boys y The Family/The Best Team Ever.
- 3 veces: The Paynethrillers, Minnesota Stretching Crew, Flash Flanagan & Trailer Park Trash, Adrenaline, Untouchables y Benjamin Bray & Andrew LaCroix.

### Individualmente
- 11 veces: Nick Dinsmore y Rob Conway.
- 7 veces: Sucio/Christopher Silvio/Chris Silvio.
- 6 veces: B.J. Payne, Flash Flanagan, Trailer Park Trash y Jessie Godderz.
- 5 veces: Jason Lee, K.C. James, Mr. Black, Adam Revolver y Ted McNaler.